# Julietta Suzuki
Julietta Suzuki (鈴木 ジュリエッタ?, Suzuki Jurietta; Fukuoka, 6 dicembre ...) è una fumettista mangaka giapponese. Ha realizzato le serie Akuma to Doruche e Kamisama Kiss.

## Biografia
Julietta Suzuki esordisce con l'opera Ura Antique (裏アンティーク?) alla 44ª Grande sfida di Hakusensha. La sua storia one-shot fu in seguito pubblicata sulla rivista Hana to yume ad agosto 2004. La sua seconda storia one-shot, Asa ga Kuru (朝が来る?, Morning Has Come) vinse il Great Effort Award. Suzuki ha poi scritto un altro one-shot, Hoshi ni Naru Hi (星になる日?, The Day I Needed the Stars), che è stato pubblicato su Hana to yume Plus, un'edizione speciale della rivista del settembre 2004. Nel numero di novembre di Bessatsu Hana to yume, ha pubblicato un altro one-shot, Mai Pureshasu (マイプレシャス?, My Precious). Ogami-ya Uradaichō (拝み屋裏台帳?) fu il suo ultimo lavoro per quell'anno.
Nel 2005 ha scritto un altro one-shot, Mai Buraddi Raifu (マイブラッディライフ?, My Bloody Life) nel numero di gennaio di Hana to yume. Ha poi pubblicato Tsubaki Ori (椿檻?) sul numero di febbraio. Ad aprile è stato pubblicato anche Sakurachiru (サクラチル?) nella stessa rivista. Successivamente, a giugno pubblica la sua prima serie intitolata Akuma to Doruche. Poco dopo, la Suzuki ha iniziato un'altra serie, Karakuri Odette (カラクリオデット?) sempre su Hana to yume, terminata a gennaio 2008 con trentacinque capitoli, poi raccolti in sei volumi.
Nel 2007 pubblica il one-shot Katakoi★Akuma-chan (片恋★悪魔ちゃん?, One-sided Love★Akuma-chan) per il 14° numero della rivista.
Nel 2008 inizia la serializzazione del manga Kamisama Kiss sempre su Hana to yume.

## Opere

### One-shot
- Hoshi ni Naru Hi
- My Precious
- Ogami-ya Uradaichō
- My Bloody Life
- Tsubaki Ori
- Sakurachiru
- Katakoi★Akuma-chan
- Ura Antique
- Asa ga Kuru

### Serie
- Akuma to Doruche
- Karakuri Odette
- Kamisama Kiss
- Tripitaka Toriniku
- Nin Koi
- Meitantei Kouko wa Yuutsu

## Riconoscimenti
- Great Effort – 338th Hana to Yume Mangaka Course for her second submitted work, Asa ga Kuru.[senza fonte]
- Outstanding Debut – 31st Hakusensha Athena Newcomers' Awards for her second series, Karakuri Odette.[senza fonte]